# Série 2600 de FEVE
La Série 2600 de la FEVE est un modèle d'autorails à moteur composé d'unités au diesel qui desservent les passagers pour l'entreprise FEVE dans la zone nord de l'Espagne, en Pays basque. Ils sont fabriquées à partir de la reconstruction d'unités de la série 2300. Sa version électrique est appelée Série 3600.

## Histoire
L'origine de la série 2600 démarre des plans de modernisation dans les véhicules de transport de passagers de la FEVE menée durant les années 1990. Cette politique avait déjà commencée avec la série 2400. Il a alors été décidé de reconvertir la série 2300 dont elle disposait, une série de locomotives équipées d'un moteur MAN qui étaient en service dans la compagnie depuis 1966 et 1974. La reconstruction a été réalisée par les entreprises Sunsundegui et CAF, avec une restructuration totale du modèle, y compris du nouveau moteur Volvo THD 101 GB. On a en outre réalisé de grandes réparations intégrales et une importante transformation des caisses et du confort.
Les 24 unités en service en 2004 sont utilisées par la compagnie en double pour le transport de passagers régionaux dans toutes ses lignes dans le nord de l'Espagne ainsi que celle de Carthagène.

## Voir également
- Série 1000 de FEVE
- Série 1500 de FEVE
- Série 1600 de FEVE
- Série 1900 de FEVE
- Série 2400 de FEVE
- Série 2700 de FEVE
- Disposition des essieux
- Classification des locomotives

### Traduction
- (es) Cet article est partiellement ou en totalité issu de l’article de Wikipédia en espagnol intitulé « Serie 2600 de Renfe » (voir la liste des auteurs).